# Jakub Kyusei Gorōbyōe Tomonaga
Jakub od św. Marii Kyusei Gorōbyōe Tomonaga (ur. 1582 na Kiusiu, zm. 17 sierpnia 1633 na wzgórzu Nishizaka w Nagasaki w Japonii) – święty Kościoła katolickiego, japoński dominikanin, męczennik.

## Życiorys
Urodził się w rodzinie szlacheckiej na Kiusiu. Jego rodzice byli chrześcijanami. W wieku 12 lat rozpoczął naukę w jezuickiej szkole w Nagasaki, gdzie przygotowywał się do pracy katechisty. Po jej ukończeniu prowadził działalność apostolską. Japońskie władze zwalczały chrześcijaństwo i w związku z tym w pewnym momencie został wygnany z kraju.
Ponieważ postanowił zostać księdzem, wstąpił do zakonu dominikanów w Manili. Habit otrzymał 15 sierpnia 1624 r. i przyjął imię Jakub od św. Marii. Śluby zakonne złożył 16 sierpnia 1625 r. W kolejnym roku otrzymał święcenia kapłańskie, a następnie prowadził działalność misyjną na Formozie (obecnie Tajwan) do 1632 r., po czym od przełożonych zakonu otrzymał pozwolenie na powrót do ojczyzny.
Podróż zajęła mu 5 miesięcy, po których dotarł do Nagasaki. Statek opuścił w japońskim stroju z mieczem u boku, dzięki czemu mógł się swobodnie poruszać, nie budząc podejrzeń o działalność misyjną. Udało mu się odszukać dominikańskiego misjonarza Dominika Ibáñez de Erquicia, z którym podjął współpracę. Pomagał mu katechista Michał Kurōbyōe. Władze cały czas poszukiwały misjonarzy i osób im pomagających. Na początku lipca 1633 r. aresztowano Michała Kurōbyōe, który pod wpływem tortur zdradził miejsce przebywania Jakuba Kyusei Gorōbyōe Tomonaga. Kilka dni później został uwięziony w Ōmura. Został skazany na śmierć 15 sierpnia 1633 r. Wyrok wykonano na wzgórzu Nishizaka w Nagasaki przy wykorzystaniu metody tsurushi, po 50 godzinach której zmarł 17 sierpnia. Jego ciało zostało spalone, a prochy wrzucono do morza. Razem z nim stracono Michała Kurōbyōe i 10 innych chrześcijan.
Został beatyfikowany przez Jana Pawła II 18 lutego 1981 r. w Manila na Filipinach w grupie Dominika Ibáñez de Erquicia i towarzyszy. Tę samą grupę męczenników kanonizował Jan Paweł II 18 października 1987 r.